# Euryale ferox
Euryale ferox oder die Stachelseerose, ist die einzige rezente Pflanzenart der Gattung Euryale aus der Familie der Seerosengewächse (Nymphaeaceae). Sie ist in den tropischen und subtropischen Zonen Ostasiens (Nordindien, Bangladesch, Kaschmir, Myanmar, China, Taiwan, Japan, Korea und der „Ferne Osten“ Russlands) heimisch. Sie gedeiht in stehenden Süßgewässern.

## Taxonomie
Die Erstbeschreibung erfolgte 1805 durch Richard Anthony Salisbury in K.D.König & Sims: Annals of Botany, 2: 74.
Englische Trivialnamen für die Pflanzenart sind Prickly Water Lily und Gorgon Plant (der Gattungsname ist nach der Gorgone Euryale benannt). Namen für die Samen sind Foxnut, Gorgon, Makhana, Onibasu (in Japan), Qian Shi (in China).

## Beschreibung
Es ist eine einjährige bis wenige Jahre ausdauernde krautige Pflanze, mit einem aufrechten, unverzweigten Rhizom.
Es werden Unterwasser- und Schwimmblätter gebildet. Die stachellosen Unterwasserblätter besitzen eine 4 bis 10 cm große Blattspreite, deren Basis tief herzförmig ist. Ihre stacheligen, fast ledrigen Schwimmblätter sind äußerst prächtig und werden größenmäßig nur von denen der Victoria amazonica übertroffen. Ihre runde Blattspreite besitzt meist Durchmesser bis zu 1,3 (selten bis zu 2,7) Meter und ist beidseitig mit „Stacheln“ besetzt. In Struktur und Farbe können sie oberseits als runzelig und olivgrün beschrieben werden, wobei die purpurfarbenen Blattadern auffallen, wogegen sie unterseits ausschließlich purpur gefärbt sind. Auch die Stiele der Schwimmblätter sind stachelig.

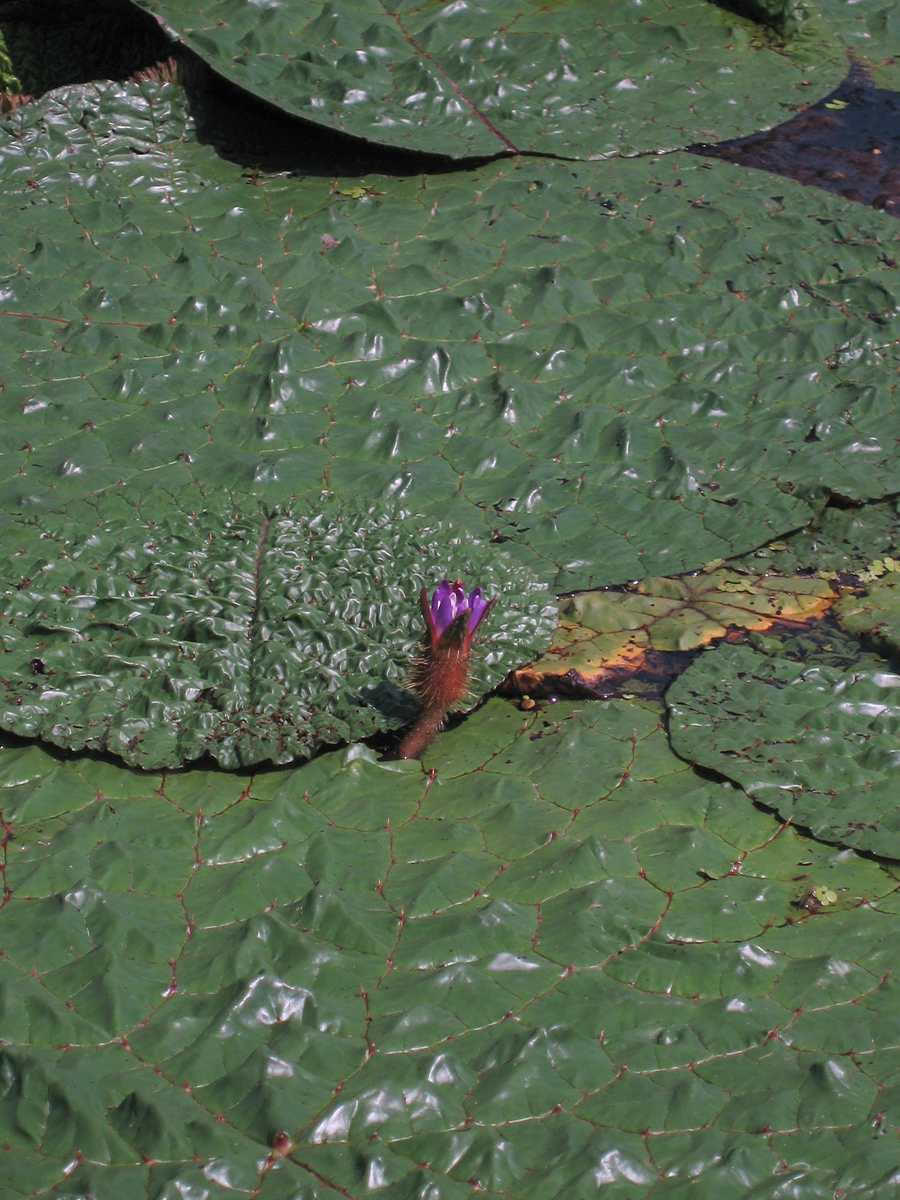
Stachelseerose (Euryale ferox)

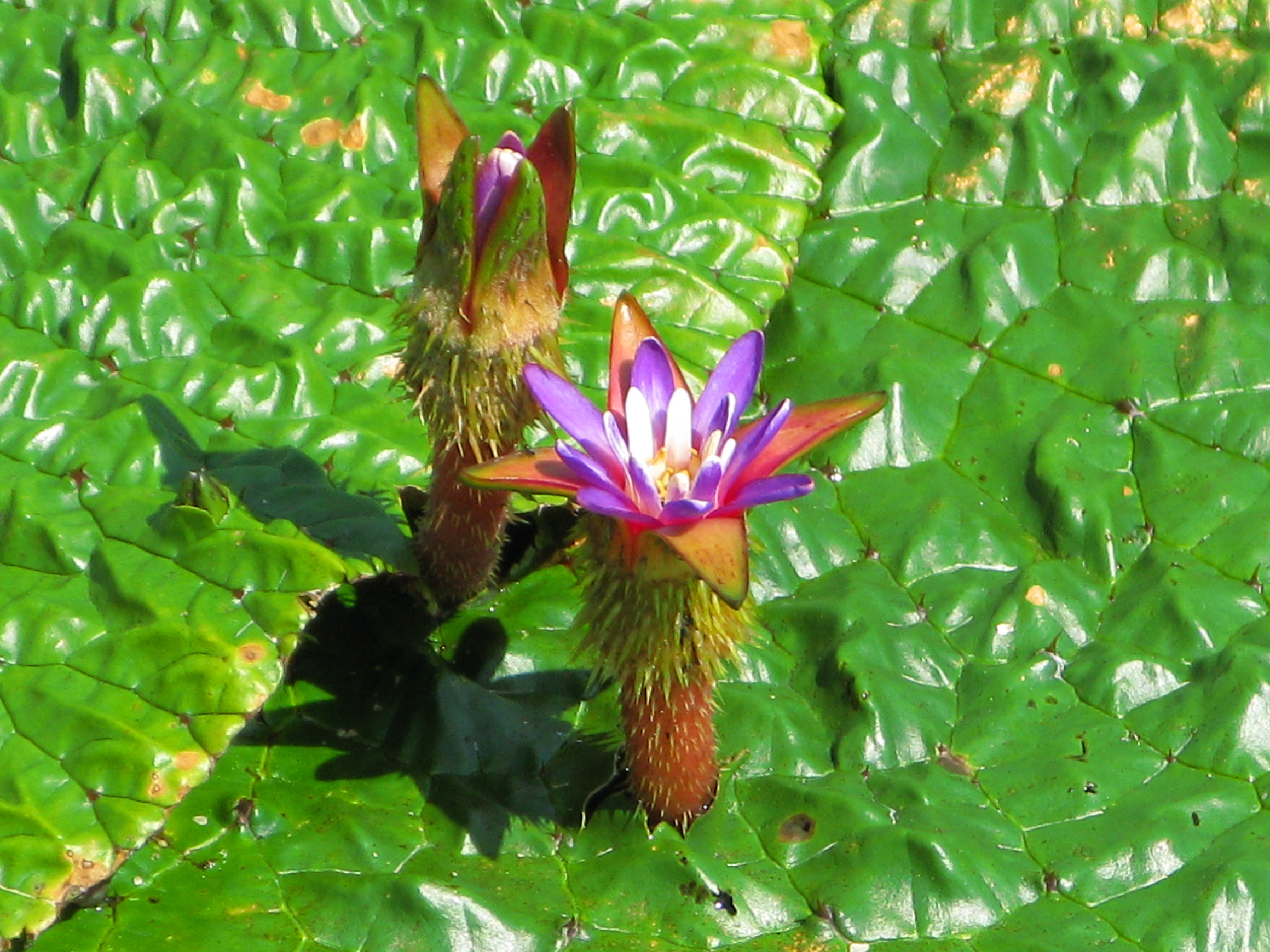
Stachelseerose (Euryale ferox)

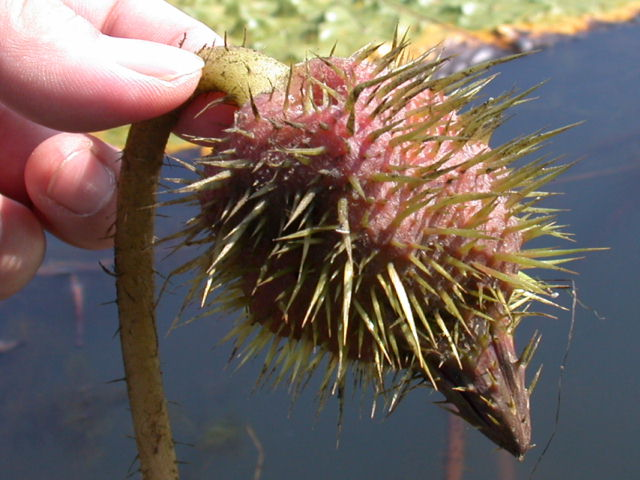
Stachelige Frucht

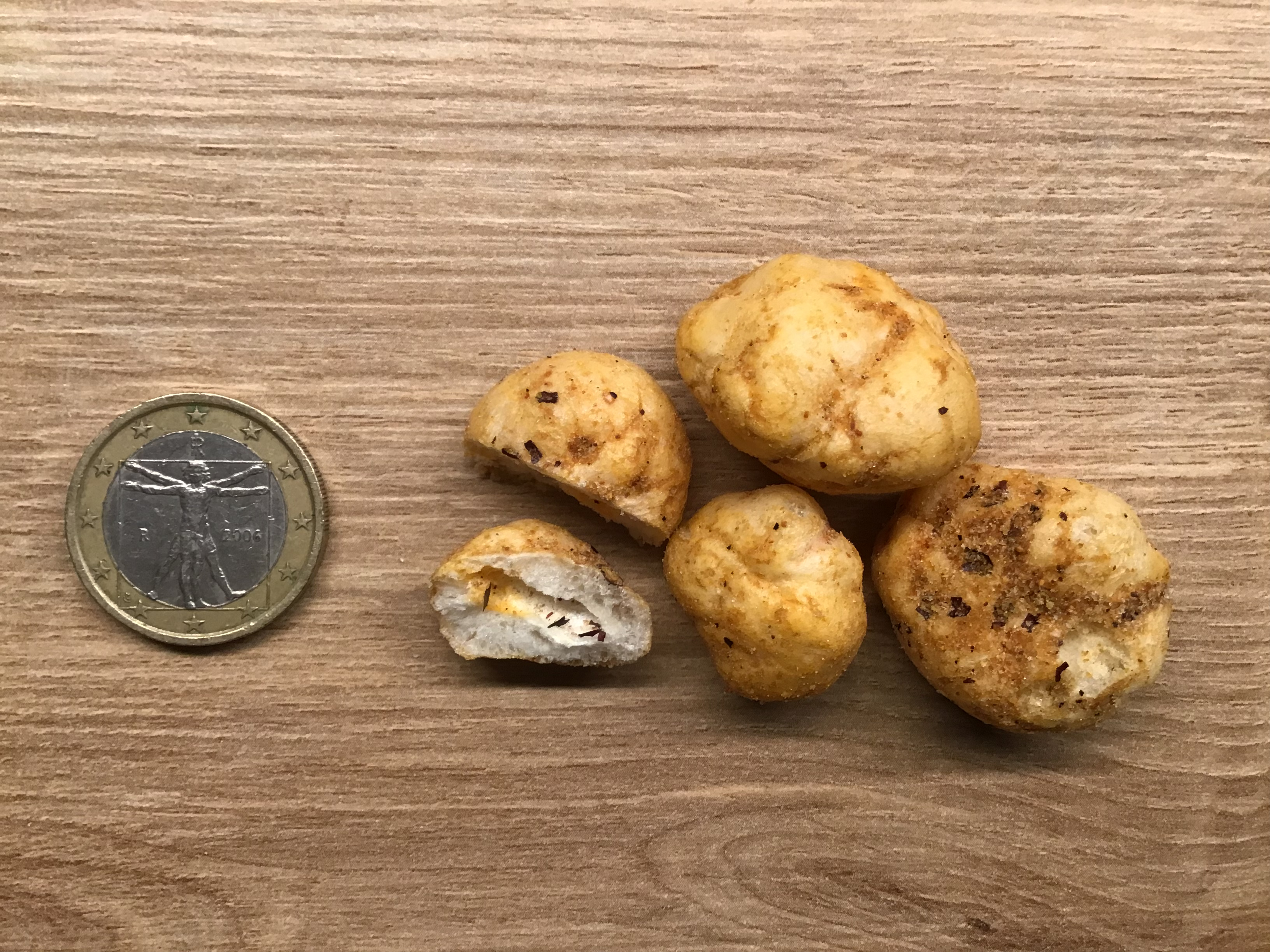
Geröstete Samen

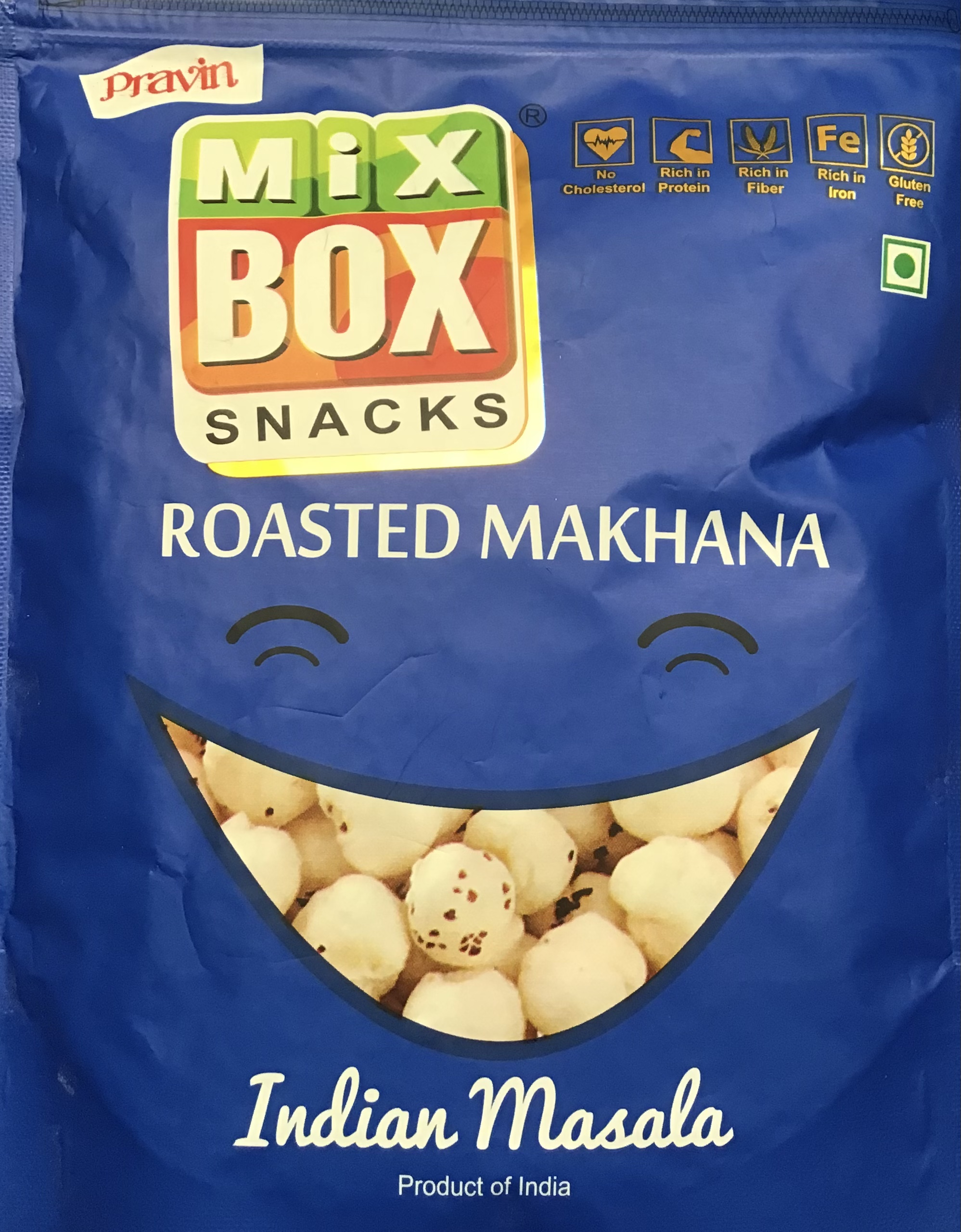
Packung geröstete Samen

Auch die Blütenstiele sind stachelig. Die zwittrigen und für Seerosengewächse relativ kleinen Blüten von Euryale ferox besitzen einen Durchmesser von bis zu 5 cm. Die vier grünen, 1 bis 1,5 (selten bis zu 3) cm großen Kelchblätter (Sepalen) besitzen außen zurückgebogene „Stacheln“. Die äußeren Kronblätter sind violett-blau und werden nach innen hin immer heller bis zu einem weißen Kranz nahe dem Blütenzentrum; sie sind 1 bis zu 2,5 cm lang. Die sieben bis 16 Fruchtblätter sind zu einem Fruchtknoten verwachsen. Je Fruchtblatt sind sechs bis acht Samenanlagen vorhanden. Die relativ kurzlebigen Blüten sind nur während des Sommers (Blütezeit: Juni bis August) oberhalb des Wasserspiegels.
Die dunkel purpurfarbene, kugelige und schwammige Frucht besitzt einen Durchmesser von 5 bis 10 cm, viele Stacheln und enthält acht bis viele Samen. Die runden, schwarzen, glatten Samen besitzen einen Durchmesser von 6 bis 10 mm und einen Arillus. Die Samenschale (Testa) ist dick und hart.
Die Chromosomenzahl beträgt 2n = 58.

## Nutzung
Unter anderem dient diese Wasserpflanze als Zierpflanze für Teiche.
Generell kann die Stachelseerose als ausdauernde Pflanze angesehen werden, in kühlen Zonen reicht ihre Lebensdauer jedoch üblicherweise nicht weit über ein Jahr hinaus, sie wächst also bevorzugt in sonnigen Gegenden. Sie wird meist als einjährige Pflanze kultiviert, also jedes Jahr neu ausgesät.
Die etwa die Größe einer kleinen Orange besitzende Frucht ist innen mild und breiig. Sie ist in China sehr geschätzt als kühlendes, anregendes Essen. Die etwa erbsengroßen Samen werden in Südostasien frisch und getrocknet angeboten. Meist werden die Samen nach dem Rösten oder Braten, was dazu führt, dass sie wie Popcorn platzen, gegessen. Aus dem Samen wird Stärke gewonnen. Sehr junge Stängel und Rhizome werden auch gegessen.

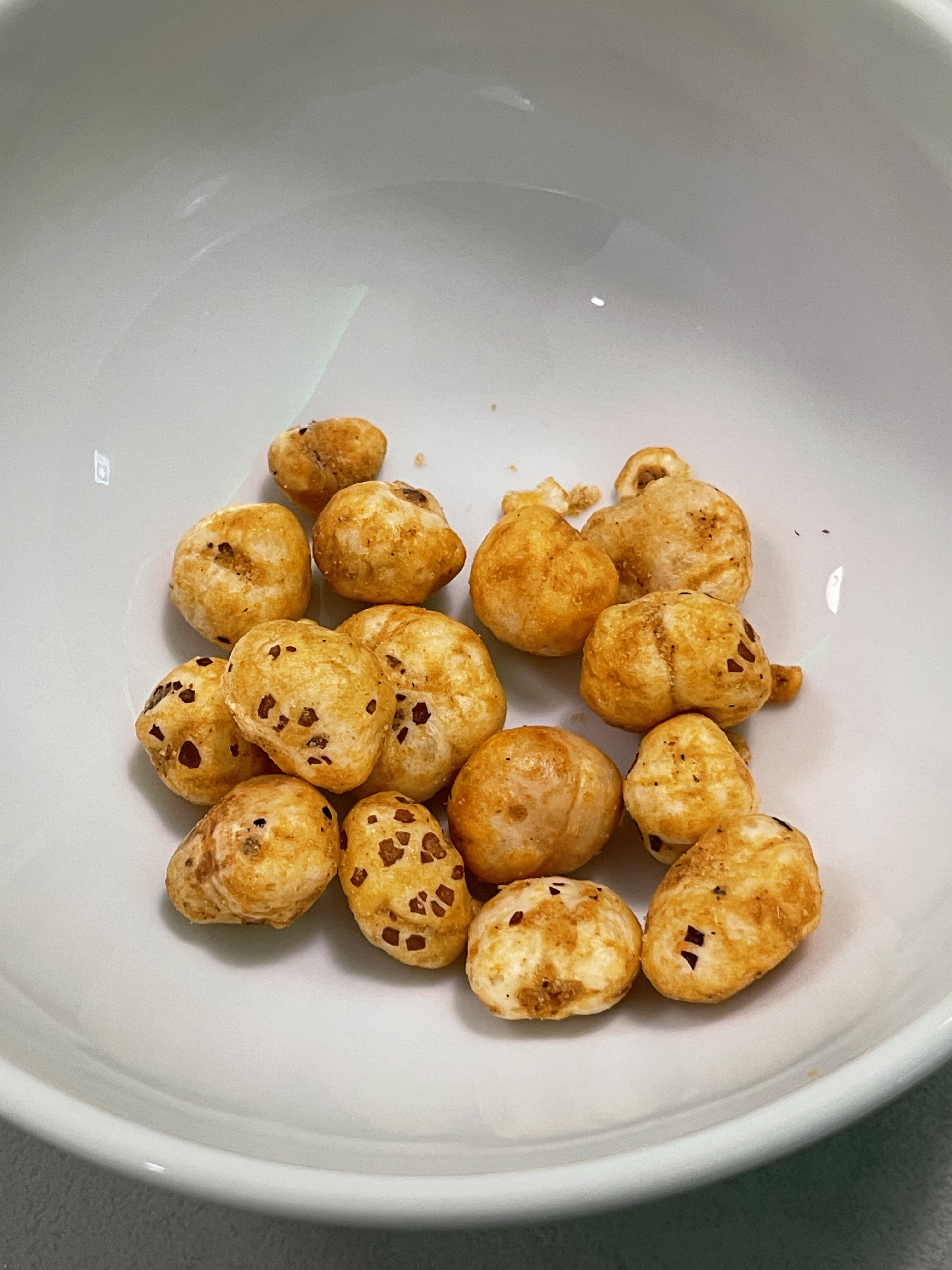
Detailansicht von Makhana in einer Schüssel

3,05 t/ha Produktion von frischen Früchten können erzielt werden. Das Frischgewicht einer Frucht beträgt knapp 160 g. Das Frischgewicht eines Samens beträgt knapp 1 g. Biochemische Analysen der Samen ergaben: 61 % Kohlenhydrate, 15,6 % Proteine, 12,1 % Wassergehalt, 7,6 % Faseranteil, 1,8 % Asche und 1,35 % Fett. Die Samen enthalten zwölf Aminosäuren: Histidin, Leucin, Isoleucin, Glutaminsäure, Lysin, Tyrosin, Valin, Asparaginsäure, Threonin, Alanin, Methionin und Arginin.
Heilwirkungen wurden untersucht.

## Gefährdungsstatus
Euryale ferox wird durch die Rote Liste gefährdeter Arten der IUCN unter der Kategorie Least Concern (LC) eingeordnet und gilt somit als nicht gefährdet.